# Grabados del roc de les Bruixes

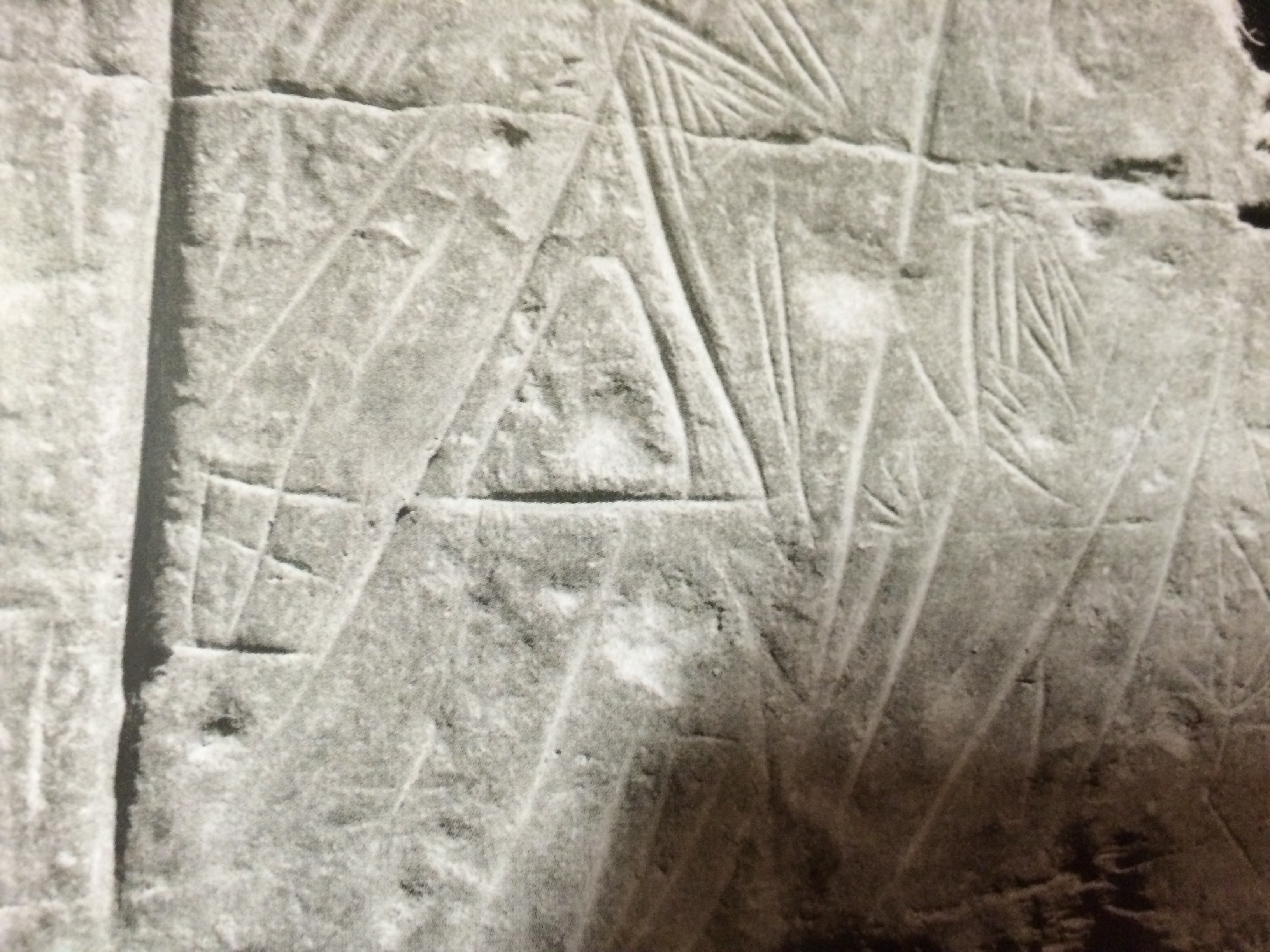
Grabados del Roc les Bruixes

El roc de les Bruixes es un conjunto de grabados rupestres prehistóricos de la Edad del Bronce. Tienen una superficie de unos 2 metros cuadrados y se encuentran al sur del pueblo de Prats, en la parroquia de Canillo, en Andorra. Sus descubridores los interpretaron como un santuario funerario de la Edad del Bronce, y constituyen las primeras pruebas de escritura en Andorra. 

## Descubrimiento
Fueron descubiertos en el año 1962 por Pere Canturri cuando realizaba un trabajo de prospección e inventario de lugares con topónimos o leyendas relacionadas con supersticiones y creencias en el país; se dividieron en tres grupos atendiendo a la temática concreta y técnica de ejecución de los grabados. El mayor lo integran los dibujos trazados con una profunda incisión en forma de «V», algunas líneas de los cuales parecen ir asociadas a otro de los conjuntos, formado por pequeñas cazuelas u hoyos. Por temática y época, ambos son comparables a otros grabados sitos en el norte de Italia. El tercer grupo lo forman una serie de dibujos, probablemente de la época medieval, que representan figuras humanas y un caballo; estos fueron trazados por medio de una incisión fina.

## Leyenda
Los grabados se interpretan popularmente como las marcas dejadas por las uñas del demonio en una lucha que mantuvo con las brujas medievales de Canillo. Durante la disputa, las brujas lo lanzaron a un abismo; mientras caía dejó sus uñas marcadas en la roca de la pared. A la par, se creía también por parte de los habitantes de Prats que el lugar, que empezaron a llamar roc de les Bruixes, era donde las brujas invocaban las fuerzas del mal.
En el Manual Digest, redactado en el siglo XVIII, y que recoge costumbres, geografía, historia e instituciones de Andorra, se puede interpretar en cierto modo el pensamiento de aquella época y, por lo tanto, contextualizar la leyenda de los «grabados del Roc de las Buixes».